# Leptobrachium huashen
Leptobrachium huashen es una especie de anfibio anuro de la familia Megophryidae.

## Distribución geográfica
Esta especie habita:
- en el estado de Kachin en Birmania;
- en la provincia de Yunnan, República Popular de China.[5]

Su presencia es incierta en Vietnam y Laos.

## Publicación original
- Fei, Ye, Jiang, Xie & Huang, 2005 : An Illustrated Key to Chinese Amphibians. Sichuan Publishing House of Science and Technology, Chongqing, p. 253-255.[6]